# Thala (délégation)
Pour les articles homonymes, voir Thala (homonymie).
Thala est une délégation tunisienne dépendant du gouvernorat de Kasserine.
En 2004, elle compte 34 508 habitants dont 17 108 hommes et 17 400 femmes répartis dans 7 112 ménages et 8 298 logements.